# 達奇內 (盧茨克區)
50°48′36″N 25°23′29″E / 50.81000°N 25.39139°E
達奇內（烏克蘭語：Дачне），是烏克蘭西部沃倫州的村落，隸屬盧茨克區盧茨克市鎮負責管轄，面積0.91平方公里，海拔高度204米，2001年人口731，人口密度每平方公里806.84人。